# Maison Šeranić
La maison Šeranić (en bosnien: Šeranića kuća) est située au centre de Banja Luka, la capitale de la république serbe de Bosnie. Construite à la fin du XVIIIe siècle, elle est inscrite sur la liste des monuments nationaux de Bosnie-Herzégovine.

## Localisation
La maison Šeranić est située dans la rue Braće Alagića dans le quartier de Gornji Šeher, sur la rive droite de la rivière Vrbas et à proximité du pont ferroviaire de la ville de Banja Luka. L'environnement de ce monument national a été altéré, notamment par la construction d'un motel moderne situé à proximité immédiate du bâtiment.

## Histoire
La maison Šeranić a été construite à la fin du XVIIIe siècle pour servir de résidence à la famille Šeranić, de riches propriétaires terriens et l'une des familles les plus importantes de Gornji Šeher. Au début de l'occupation austro-hongroise de Banja Luka, la résidence fut la première de la ville à disposer d'un toit recouvert de tuiles plates. Au début du XXe siècle, elle fut divisée entre deux familles.

## Architecture
La maison Šeranić est un konak caractéristique du style balkanique. Le bâtiment est constitué d'un rez-de-chaussée et d'un étage, l'étage étant orné d'un encorbellement.